# Parafia św. Antoniego w Sarnowie
Parafia świętego Antoniego w Sarnowie – parafia rzymskokatolicka znajdująca się w archidiecezji warmińskiej, w dekanacie Nidzica.